# HD90994
HD90994 — хімічно пекулярна зоря спектрального класу B6, що має видиму зоряну величину в смузі V приблизно  5,1.
Вона  розташована на відстані близько 344,8 світлових років від Сонця.